# Гарфілд (округ, Небраска)
Шаблон:StateAbbr_ 41°53′ пн. ш. 98°59′ зх. д. / 41.89° пн. ш. 98.98° зх. д.
Округ Гарфілд (англ. Garfield County) — округ (графство) у штаті Небраска, США. Ідентифікатор округу 31071.

## Історія
Округ утворений 1884 року.

## Демографія
За даними перепису
2000 року
загальне населення округу становило 1902 осіб, усе сільське.
Серед мешканців округу чоловіків було 911, а жінок — 991. В окрузі було 813 домогосподарства, 529 родин, які мешкали в 1021 будинках.
Середній розмір родини становив 2,88.
Віковий розподіл населення поданий у таблиці:
| Стать    | До 15 років | 15-21 | 22-29 | 30-39 | 40-49 | 50-65 | 65-85 | Понад 85 |
| -------- | ----------- | ----- | ----- | ----- | ----- | ----- | ----- | -------- |
| Чоловіки | 196         | 74    | 40    | 85    | 148   | 180   | 158   | 30       |
| Жінки    | 164         | 68    | 55    | 102   | 138   | 181   | 216   | 67       |

## Суміжні округи
- Голт — північ
- Вілер — схід
- Веллі — південь
- Кастер — південний захід
- Лоуп — захід

## Виноски
1. ↑  US Decennial Census. US Census Bureau. Архів оригіналу за 26 квітня 2015. Процитовано 7 грудня 2014.
2. ↑  Historical Census Browser. University of Virginia Library. Архів оригіналу за 11 серпня 2012. Процитовано 7 грудня 2014.
3. ↑  Population of Counties by Decennial Census: 1900 to 1990. US Census Bureau. Архів оригіналу за 27 квітня 2015. Процитовано 7 грудня 2014.
4. ↑  Census 2000 PHC-T-4. Ranking Tables for Counties: 1990 and 2000 (PDF). US Census Bureau. Архів оригіналу (PDF) за 18 грудня 2014. Процитовано 7 грудня 2014.
5. ↑  State & County QuickFacts. US Census Bureau. Архів оригіналу за 7 червня 2011. Процитовано 20 вересня 2013.(англ.) Наведено за англійською вікіпедією.
6. ↑  American FactFinder. Бюро перепису населення США. Архів оригіналу за 26 лютого 2012. Процитовано 31 січня 2008.

| США | Це незавершена стаття з географії США. Ви можете допомогти проєкту, виправивши або дописавши її. |